# Xian autonome miao et dong de Jingzhou
Pour les articles homonymes, voir Jingzhou (homonymie).
Le xian autonome miao et dong de Jingzhou (靖州苗族侗族自治县 ; pinyin : Jìngzhōu miáozú dòngzú Zìzhìxiàn) est un district administratif de la province du Hunan en Chine. Il est placé sous la juridiction de la ville-préfecture de Huaihua.

## Démographie
La population du district était de 253 470 habitants en 1999.